# Mitski
Мицуки Фрэнсис Лэйкок (англ. Mitsuki Francis Laycock; род. 27 сентября 1990, Миэ, Япония) — американская исполнительница и автор песен, известная своим псевдонимом Mitski. Мицуки самостоятельно выпустила свои первые два альбома: «Lush» (2012) и «Retired from Sad, New Career in Business» (2013). Она записала их во время изучения студийной композиции в Консерватории музыки при Перчейзском Колледже. Изначально они были записаны для её выпускного проекта. После выпуска, Мицуки выпустила третий студийный альбом «Bury Me at Makeout Creek» в 2014 году на лейбле Double Double Whammy. 
Мицуки присоединилась к лейблу Dead Oceans в 2015 и выпустила «Puberty 2» (2016) и «Be the Cowboy» (2018) и «Laurel Hell» (2022). Последний попал в топ десять в нескольких странах. В 2022, журнал The Guardian назвал её "лучшим молодым автором" в США. В том же году, она написала песню "This Is a Life" для фильма Всё везде и сразу, которая принесла ей номинацию на премию "Оскар" за лучшую оригинальную песню к фильму. Её седьмой студийный альбом: The Land Is Inhospitable and So Are We - был выпущен в 2023 году. Третий сингл с альбома: "My Love Mine All Mine" - стал первой песней Mitski попавшей в чарт Billboard Hot 100.

## Ранние годы
Мицки Мияваки (при рождении Мицуки Фрэнсис Лэйкок) родилась 27 сентября 1990 года в Японии. Отец был американцем, а мама - японкой. Её родной язык - японский. Взрослея, она часто переезжала из-за работы отца в Государственном департаменте США, живя в тринадцати странах, включая Турцию, Китай, Малайзию, Чехию и Демократическую Республику Конго, прежде чем в конечном итоге обосноваться в Соединенных Штатах. Она пела в хоре своей средней школы, и уже в 18 лет написала свою первую песню на пианино, проживая в Анкаре, Турция.

## Карьера
Семья Мицки поселилась в Турции на некоторое время, пока она училась в старшей школе, хотя она не закончила последний год обучения, объяснив в интервью, что «Я поняла, что у меня есть все кредиты, необходимые для получения высшего образования. Я пошла в кабинет директора и просто спросила мою степень. Так что я закончила школу раньше».

Когда ей было около 16 и она жила в Японии, она работала с менеджером поп-идолов, который давал ей песни, направленные на создание милого имиджа J-pop. В радиоинтервью WNYU Мицки сказала:
В какой-то момент я просто повернулась к нему и сказала: «Все эти песни, которые ты мне даёшь, очень плохи, я не хочу ничего из этого петь», но затем он сказал: «Ну, ты можешь написать что-нибудь получше?» и я не могла… только годы спустя я действительно начала писать песни, но этот момент запомнился мне надолго. 
Мицки ссылается на этот опыт как на первую из двух вещей, которые побудили её писать музыку. Вторая — это осознание того, что «ничто больше не делало меня счастливой, и мне просто нужно было взяться за дело и сделать это».

## Личная жизнь
Мицки отражает свою межкультурную идентичность как «наполовину японка, наполовину американка, но ни то, ни другое полностью», чувство, которое часто отражается в её музыке, которая иногда обсуждает вопросы принадлежности.
Мицки практически не сидит в социальных сетях, за неё аккаунты ведут менеджеры. Она ушла отовсюду в 2019 году, потому что, по её словам, социальные сети плохо влияют на её самооценку.

## Другая работа
Мицки снялась в короткометражном фильме Эмили Ёсиды «Сидящий» 2017 года .
Она сотрудничала с рядом артистов, включая Allie X и Lucy Dacus.

## Дискография
Студийные альбомы:
- Lush (2012)
- Retired from Sad, New Career in Business (2013)
- Bury Me at Makeout Creek (2014)
- Mitski On Audiotree Live (2015)
- Puberty 2 (2016)
- Be the Cowboy (2018)
- Laurel Hell (2022)
- The Land Is Inhospitable And So Are We (2023)

## Другое
- Её единственные песни с нецензурной бранью — это Lonesome Love (у которой есть явный лейбл[18]) и Drunk Walk Home (у которой нет лейбла).
- Согласно её раннему веб-сайту, Мицки когда-то описывали как «маленький комочек злой эффективности», который «знает только, как испытывать большие чувства».
- На неё повлияли Бьорк, Джефф Бакли, Джонни Кэш, MIA и японская певица Сиина Ринго. О Бьорк она заявила: «Бьорк открыла для меня мир музыки. Её музыка научила меня тому, что существует миллион различных способов соединять звуки и мысли, и что музыка на самом деле не должна звучать так, как её принуждает традиция».